# Cratere Jason
Jason è un cratere sulla superficie di Febe.